# Guerra del Asiento
La guerra del Asiento fue un conflicto bélico que duró de 1739 a 1748, en el que se enfrentaron las flotas y tropas del Reino de Gran Bretaña y del Imperio español principalmente en el área del Caribe. Por el volumen de los medios utilizados por ambas partes, por la enormidad del escenario geográfico en el que se desarrolló y por la magnitud de los planes estratégicos de España y Gran Bretaña, la guerra del Asiento puede considerarse como una verdadera guerra moderna.
A partir de 1742, la contienda se transformó en un episodio de la guerra de Sucesión Austríaca, cuyo resultado en el teatro americano finalizaría con la derrota británica y el retorno al statu quo previo a la guerra. La acción más significativa de la guerra fue el sitio de Cartagena de Indias en 1741, en el que fue derrotada una flota británica de 186 naves y casi 27 000 hombres a manos de una guarnición española compuesta por unos 4000 hombres y seis navíos de línea.[cita requerida]
Dada la enorme superioridad numérica y de medios que utilizó Gran Bretaña contra España durante la contienda, resultó decisiva la extraordinaria eficacia de los servicios de inteligencia españoles, que consiguieron infiltrar agentes en la Corte londinense y en el cuartel general del almirante Edward Vernon. El plan general británico, así como el proyecto táctico de la toma de Cartagena de Indias, fueron conocidos de antemano por la Corte española y por los mandos imperiales con tiempo suficiente para reaccionar y adelantarse a los británicos.
Se conoce también como guerra de la Oreja de Jenkins por influencia británica. La denominación empleada por la historiografía inglesa (War of Jenkins' Ear) se debe al episodio considerado casus belli: el apresamiento frente a las costas de Florida por el guardacostas español La Isabela del navío británico Rebecca, capitaneado por Robert Jenkins, en 1731. Según el testimonio de Jenkins, que compareció ante la Cámara de los Comunes en 1738, como parte de una campaña belicista por parte de la oposición parlamentaria en contra del primer ministro Walpole, el capitán español Juan León Fandiño, que apresó la nave, ató a Jenkins al mástil de su propio barco y de un certero tajo con su espada le cortó una oreja al tiempo que le decía —según el testimonio del inglés—: «Ve y di a tu rey que lo mismo le haré si a lo mismo se atreve». Luego lo dejó marchar, después de desarmar y saquear su barco. En su comparecencia, Jenkins denunció el caso con la oreja en un frasco y, al considerar la frase de Fandiño como un insulto al monarca británico, la oposición forzó al Gobierno a pedir una indemnización de 95 000 libras, a lo que España se negó. Walpole se vio obligado, a regañadientes, a declarar la guerra a España el 23 de octubre de 1739.
En el Caribe se conoció el conflicto como la guerra de Italia. Este nombre se debe a que, para España, esta guerra entroncó con la de la Sucesión Austríaca y fue en Italia donde se desarrollaron las principales acciones españolas.

## Causas
La conclusión de la guerra de sucesión española, con el Tratado de Utrecht (1713-1714) no había supuesto únicamente el desmembramiento del patrimonio de la monarquía hispánica en Europa. Inglaterra, ya Gran Bretaña, aparte de haber evitado la creación de una potencia hegemónica en el continente europeo (con la combinación de las monarquías borbónicas de Francia y España, junto con las posesiones de la última en el continente), había conseguido algunas concesiones comerciales en el Imperio español en América, como el Tratado de Asientos de Negros firmado en Madrid (26 de marzo de 1713). Así, aparte de la posesión de Gibraltar y Menorca (territorios reclamados repetidamente por España durante el siglo XVIII), Gran Bretaña había obtenido el denominado «asiento de negros» (licencia para vender esclavos negros en Hispanoamérica) durante treinta años y la concesión del «navío de permiso» (que permitía el comercio directo de Gran Bretaña con la América española por el volumen de mercancías que pudiese transportar un barco de quinientas toneladas de capacidad, cantidad ampliada a mil toneladas en 1716), rompiendo así el monopolio para el comercio con la América española, restringido con anterioridad por la Corona a comerciantes provenientes de la España metropolitana. Ambos acuerdos comerciales estaban en manos de la Compañía de los Mares del Sur.

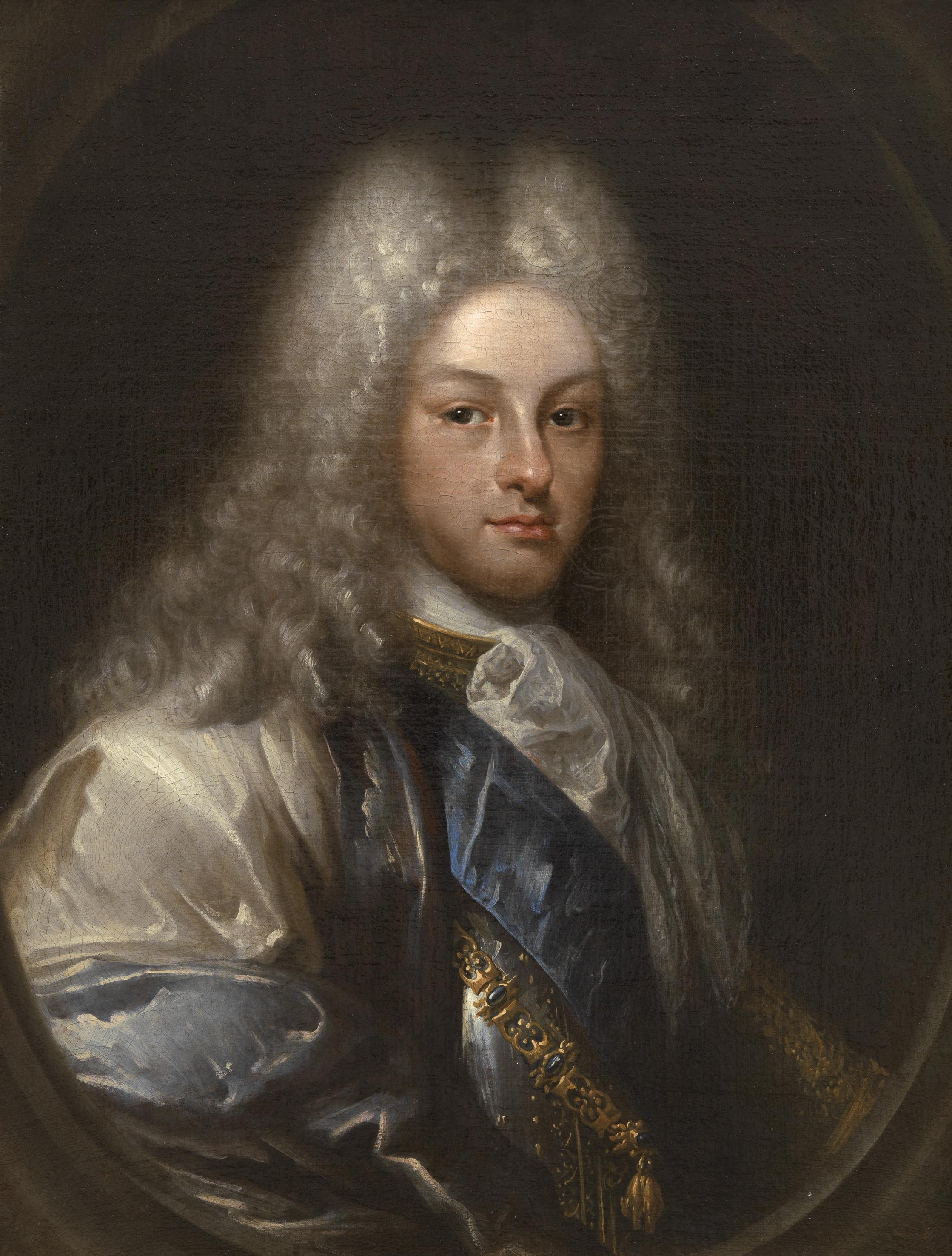
Felipe V de España.

Sin embargo, el comercio directo de Gran Bretaña con la América española sería una fuente constante de roces entre ambas monarquías. Aparte de ello, existían otros motivos de conflicto: los problemas fronterizos en América del Norte entre Florida (española) y Georgia (británica), las quejas españolas por el establecimiento ilegal de cortadores de palo de tinte en las costas de la península de Yucatán, en la región que corresponde actualmente a Belice, la reclamación constante de retrocesión de Gibraltar y Menorca por parte de España, el deseo británico de dominar los mares, algo difícil de conseguir ante la recuperación de la marina española y la rivalidad consiguiente entre Gran Bretaña y España, lo que ya había ocasionado previamente una corta guerra entre ambos países en 1719, en la que llegó a darse un fallido intento español de invadir Inglaterra.
En el terreno comercial era donde los roces produjeron un incesante crecimiento de la tensión. España mantenía el monopolio comercial con sus provincias en América, con la única salvedad de las concesiones hechas a Gran Bretaña, relativas al navío de permiso y el comercio de esclavos.
Bajo las condiciones del Tratado de Sevilla (1729), los británicos habían acordado no comerciar con la América española (aparte del navío de permiso), para lo cual acordaron permitir, a fin de verificar el cumplimiento del tratado, que navíos españoles interceptaran a los navíos británicos en aguas españolas para comprobar su carga, lo que se conoció como «derecho de visita».
Sin embargo, las dificultades de abastecimiento de la América española propiciaron el surgimiento de un intenso comercio de contrabando en manos de neerlandeses y, fundamentalmente, británicos. Ante tales hechos, la vigilancia española se incrementó, al tiempo que se fortificaban los puertos y se mejoraba el sistema de convoyes que servía de protección a la valiosa flota del tesoro que llegaba de América. De acuerdo con el «derecho de visita», los navíos españoles podían interceptar cualquier barco británico y confiscar sus mercancías, ya que, a excepción del «navío de permiso», todas las mercancías con destino a la América española eran, por definición, contrabando.[cita requerida] De esta forma, no solo navíos reales, sino otros navíos españoles en manos privadas, con concesión de la Corona y conocidos como guardacostas, podían abordar los navíos británicos y confiscar sus mercancías. Pero esas actividades particulares eran calificadas de piratería por el Gobierno de Londres.[cita requerida]

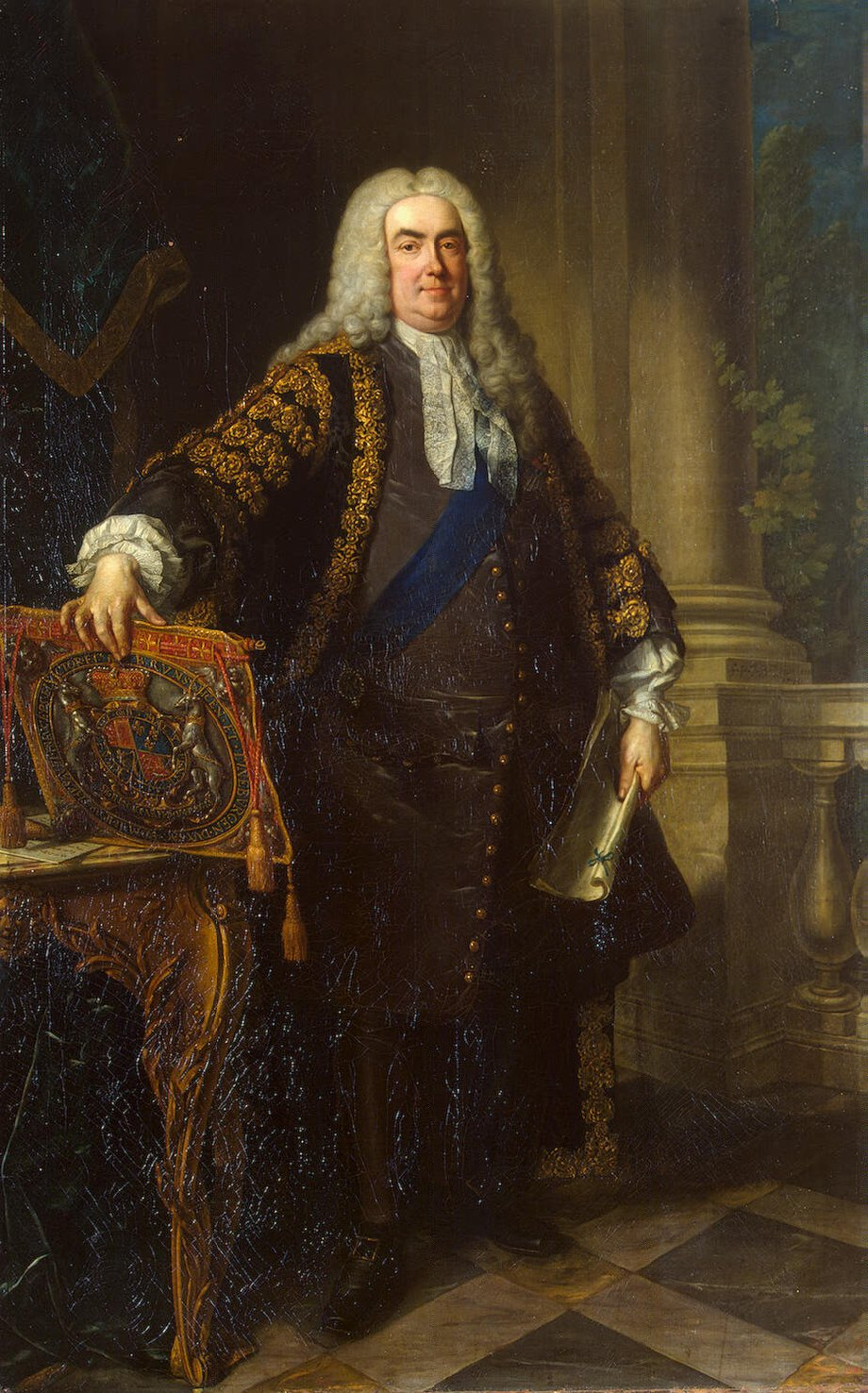
Robert Walpole, primer ministro británico cuando se declaró la guerra.

Aparte del contrabando, seguía habiendo barcos británicos dedicados a la piratería. Buena parte del continuo hostigamiento de la Flota de Indias recaía sobre la tradicional acción de corsarios ingleses en el mar Caribe, que se remontaba a los tiempos de John Hawkins y Francis Drake. Las cifras de barcos capturados por ambos bandos difieren enormemente y son por tanto muy difíciles de determinar: hasta septiembre de 1741, los ingleses hablan de 231 buques españoles capturados frente a 331 barcos británicos abordados por los españoles;[cita requerida] según estos, las cifras respectivas serían de solo 25 frente a 186.[cita requerida] En cualquier caso, es de notar que para entonces los abordajes españoles con éxito seguían siendo más frecuentes que los británicos.[cita requerida]
Entre 1727 y 1732 transcurrió un periodo especialmente tenso en las relaciones bilaterales, al que siguió un periodo de distensión entre 1732 y 1737, gracias a los esfuerzos en tal sentido del primer ministro británico —whig—, sir Robert Walpole y del Ministerio de Marina español, a lo que se unió la colaboración entre ambos países en la guerra de Sucesión de Polonia. No obstante, los problemas siguieron sin resolverse, con el consiguiente incremento de la irritación en la opinión pública británica (en la primera mitad del siglo XVIII empieza a consolidarse el sistema parlamentario británico, con la aparición de los primeros periódicos). La oposición a Walpole (no solo tories, sino también un número significativo de whigs descontentos) aprovechó este hecho para acosar a Walpole (conocedor del equilibrio de fuerzas y, por lo tanto, contrario a la guerra con España), comenzando una campaña a favor de la guerra. En esta situación se produjo la comparecencia de Robert Jenkins ante la Cámara de los Comunes en 1738, un contrabandista británico cuyo barco, el Rebecca, había sido apresado en abril de 1731 por un guardacostas español, confiscándose su carga. Según el testimonio de Jenkins, el capitán español, Juan León Fandiño, que apresó la nave, le cortó una oreja al tiempo que le decía: «Ve y dile a tu rey que lo mismo le haré si a lo mismo se atreve». En su comparecencia ante la cámara, Jenkins apoyó su testimonio mostrando la oreja amputada.

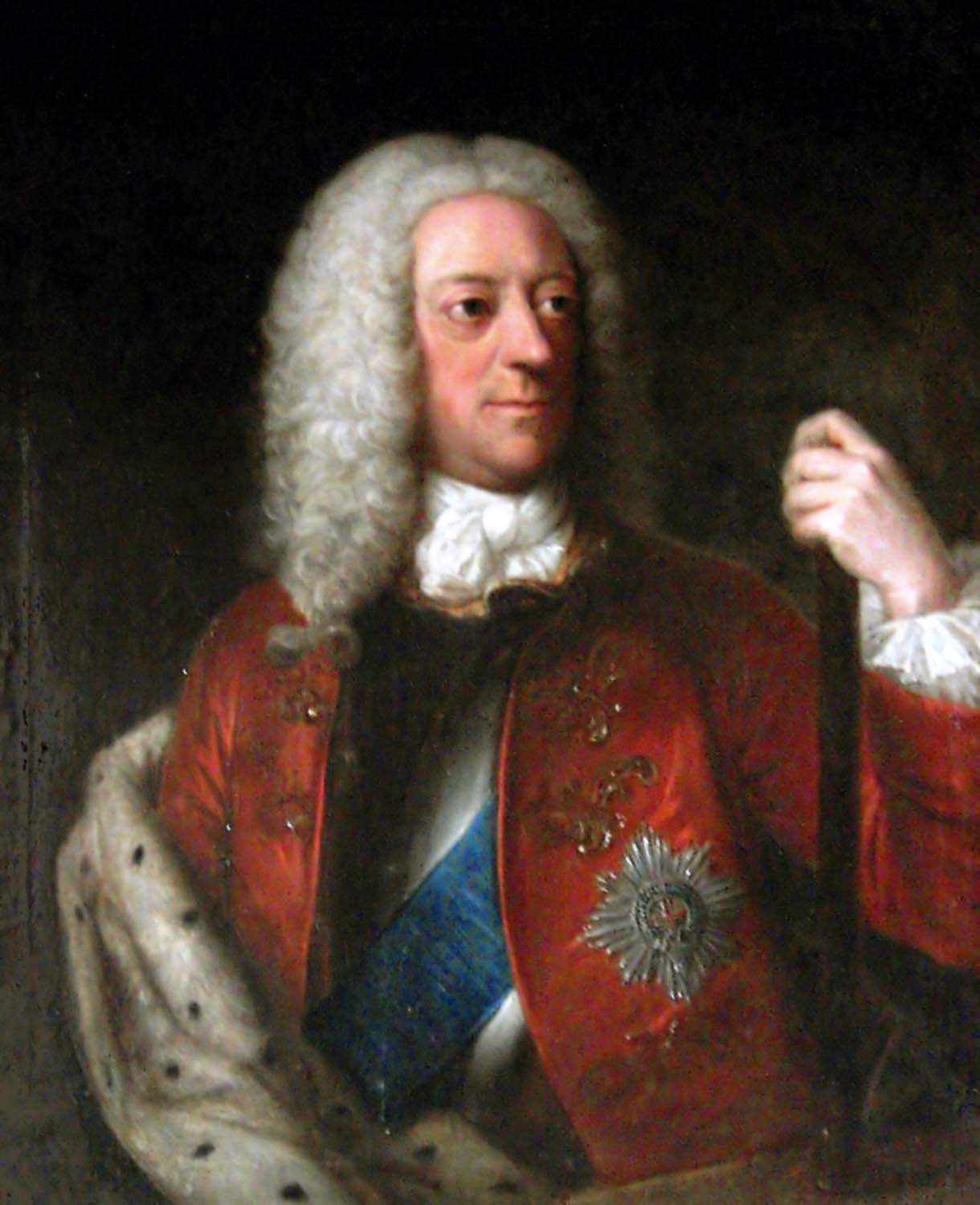
Jorge II de Gran Bretaña.

La oposición parlamentaria y posteriormente la opinión pública sancionaron los incidentes como una ofensa al honor nacional y claro casus belli. Incapaz de hacer frente a la presión general, Walpole cedió, aprobando el envío de tropas a América y de una escuadra a Gibraltar al mando del almirante Haddock, lo que causó una reacción inmediata por parte española. Walpole trató entonces de llegar a un entendimiento con España en el último momento, algo que se consiguió momentáneamente con la firma del Convenio de El Pardo (14 de enero de 1739), por el que ambas naciones se comprometían a evitar la guerra y a pagarse compensaciones mutuas, además de acordarse un nuevo tratado futuro que ayudase a resolver otras diferencias acerca de los límites territoriales en América y los derechos comerciales de ambos países.
Sin embargo, el Convenio fue rechazado poco después en el Parlamento británico, contando también con la decidida oposición de la Compañía de los Mares del Sur. Estando así las cosas, el rey Felipe V exigió el pago de las compensaciones acordadas por parte británica antes de hacerlo España.
Las posiciones se endurecieron en ambos lados, incrementándose las preparativos para la guerra. Finalmente, Walpole cedió a las presiones parlamentarias y de la calle, aprobando el inicio de la guerra. Al mismo tiempo, el embajador británico en España solicitó la anulación del «derecho de visita». Lejos de plegarse a la presión británica, Felipe V suprimió el «derecho de asiento» y el «navío de permiso», y retuvo todos los barcos británicos que se encontraban en puertos españoles, tanto en la metrópoli como en las pronvicias americanas. Ante tales hechos, el Gobierno británico retiró a su embajador de Madrid (14 de agosto) y declaró formalmente la guerra a España (19 de octubre de 1739).

## La guerra

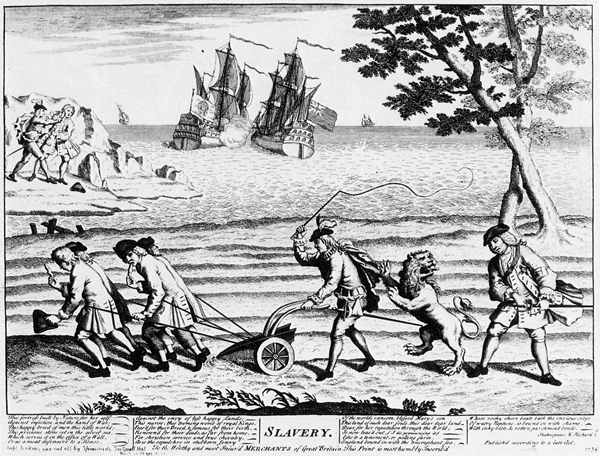
Sátira británica de 1738 en la que aparece el león inglés atacando un arado tirado por esclavos que representa el sistema imperial español. Al fondo se puede ver a Fandiño cortándole la oreja a Jenkins y a un barco británico en pleno combate con uno español.

### Primer ataque a La Guaira (22 de octubre de 1739)
Tras arribar Vernon a la isla de Antigua a principios de octubre de 1739, envió tres navíos bajo mando del capitán Thomas Waterhouse a interceptar las naves mercantes españolas que hacían la ruta entre La Guaira y Portobelo. Tras divisar Waterhouse varios buques de pequeño porte en el puerto de La Guaira, decidió atacar poniendo en práctica un plan muy rudimentario. Este consistía simplemente en arriar la bandera británica de sus barcos e izar la bandera española, para entrar tranquilamente en el puerto y, una vez en él, apoderarse de las naves y asaltar el fuerte. El gobernador de la provincia de Venezuela, el brigadier Gabriel José de Zuloaga había preparado las defensas del puerto de forma muy diligente, y las tropas españolas estaban bien mandadas por el capitán Francisco Saucedo. Así, el 22 de octubre, Waterhouse entró en el puerto de La Guaira enarbolando en sus navíos la bandera española. Los artilleros del puerto esperaron a que la flota británica estuviese a tiro y, llegado el momento, abrieron fuego simultáneamente contra los británicos. Tras tres horas de intenso cañoneo, Waterhouse ordenó la retirada de sus maltrechos barcos, que hubieron de recalar en la Jamaica inglesa para efectuar reparaciones de urgencia. Como justificación de su derrota, Waterhouse alegó ante Vernon que la captura de unas pequeñas embarcaciones no hubiesen justificado la pérdida de sus hombres.

### Primer ataque a Portobelo (20-21 de noviembre de 1739)
La segunda acción fue protagonizada por el almirante Edward Vernon, que al mando de seis naves capturó y destruyó Puerto Bello (actual Portobelo, en Panamá), un centro de exportación de plata en el Virreinato de Nueva Granada en noviembre de 1739. En esta ocasión, el descuidado gobernador de la plaza, Francisco Javier de la Vega Retez no había actuado conforme a la situación de guerra inminente, siendo la defensa muy deficiente. Vernon ordenó respetar las haciendas de los civiles, en previsión de una buena relación con la población cuando Inglaterra sustituyese a España como poder regional. A pesar de que el botín conseguido tan solo ascendía a unos diez mil pesos destinados a la paga de la guarnición española, el éxito fue exagerado enormemente por la naciente prensa inglesa, la cual publicó toda clase de sátiras sobre las fuerzas españolas al tiempo que lanzaba vítores a Vernon. Durante una cena en honor a este a la que asistió el rey Jorge II de Gran Bretaña, en 1740, se presentó un nuevo himno creado para conmemorar la victoria, «Rule, Britannia!». Un vestigio de estas celebraciones puede aún encontrarse en el mapa de la ciudad de Londres: la conocida calle de Portobello Road, aunque urbanizada en la segunda mitad del siglo XIX, deriva su nombre de una granja situada anteriormente en el lugar y denominada Portobello Farm en conmemoración de esta batalla.

### Primer ataque a Cartagena de Indias (13-20 de marzo de 1740)

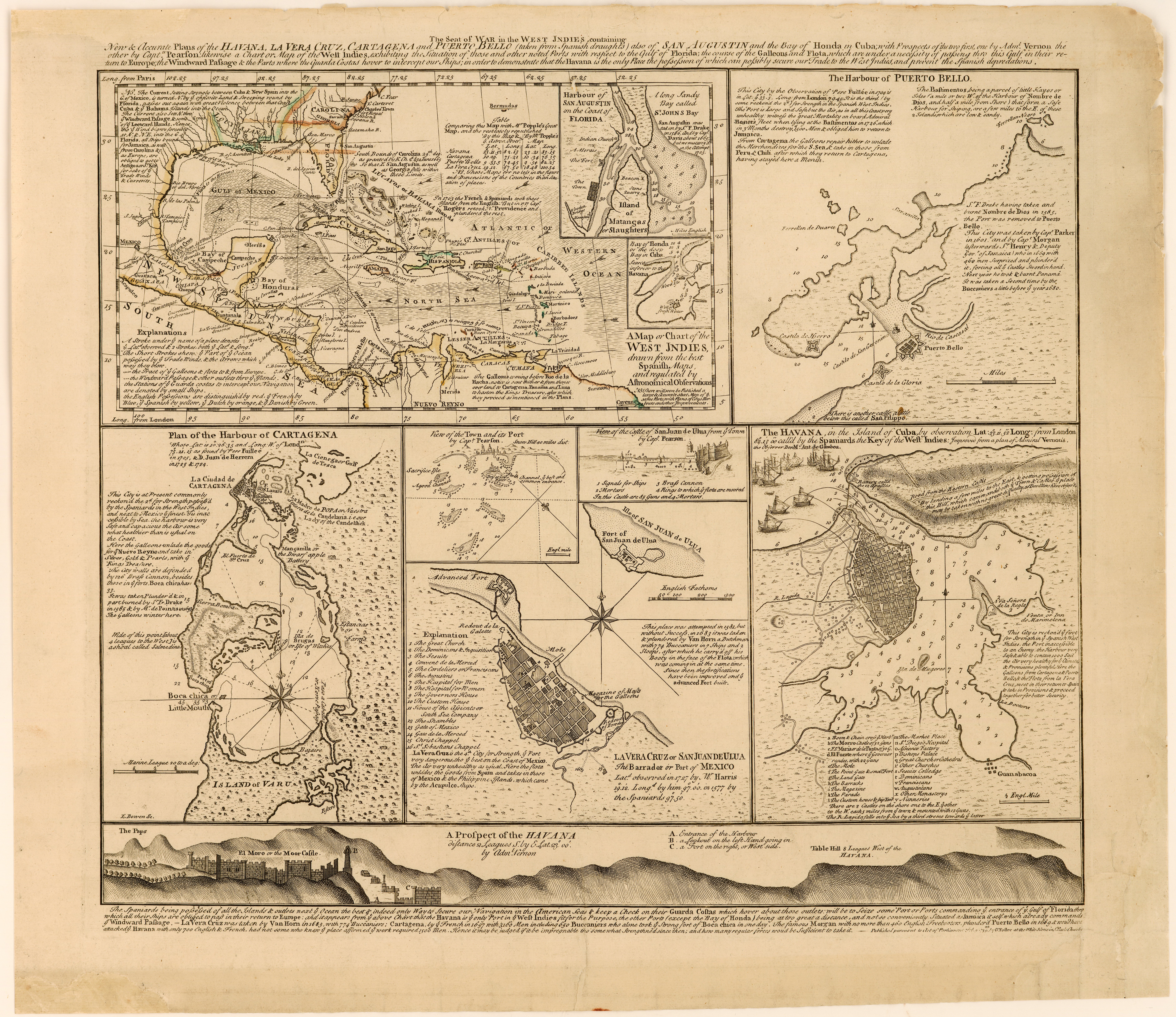
Panfleto británico publicado en 1740 para fomentar el apoyo popular a la guerra contra España y pedir la conquista de La Habana.

Tras el éxito de Portobelo, Vernon decidió probar suerte con Cartagena de Indias, considerada tanto por él como por el gobernador de Jamaica, Edward Trelawny, un objetivo prioritario. Desde su llegada al Caribe, los ingleses habían intentado por todos los medios conocer el estado de las defensas de Cartagena, sin conseguirlo. Incluso en octubre de 1739 Vernon había enviado a su primer teniente Percival junto con dos españoles a bordo del buque Fraternity, con la excusa de hacer entregar una carta a Blas de Lezo y otra al que en aquel momento era el gobernador de Cartagena, Pedro Hidalgo. Percival aprovecharía para hacer un estudio pormenorizado de las defensas españolas, pero esto no fue posible porque, como era previsible, Hidalgo prohibió la entrada del Fraternity en el puerto. Así pues, de nuevo con el objetivo de tantear las defensas españolas de aquella plaza, el 7 de marzo de 1740 Vernon partió de Port Royal al mando de dos brulotes, tres bombardas y un paquebote, llegando a aguas de Cartagena el 13 de marzo. Inmediatamente desembarcaron varios hombres con el objetivo de estudiar desde tierra la disposición de los fuertes, y el grueso de la flota fondeó en Playa Grande, al oeste de Cartagena. Tras no observarse ninguna reacción por parte de los españoles, el día 18 Vernon ordenó a sus tres bombardas que abrieran  fuego contra la ciudad, con la intención de provocar una respuesta que le permitiese hacerse una idea de la capacidad defensiva de los españoles. Pero Lezo conocía las motivaciones de Vernon, y dicha respuesta no llegó a producirse. El veterano marino español ordenó simplemente desmontar algunas baterías de sus barcos para formar baterías en tierra con las que cubrirlos. Los británicos hicieron un intento de desembarcar unos cuatrocientos soldados, que fue rechazado sin problemas por la guarnición española. Al cabo de tres días de bombardeo británico, en los que trescientas cincuenta bombas dañaron la catedral, el colegio de los jesuitas y varios edificios civiles, Vernon asumió la situación de punto muerto en la que se encontraba y ordenó la retirada el día 21, dejando a los navíos Windsor Castle y Greenwich en las proximidades con la misión de interceptar cualquier nave española que se aproximase. En opinión de Vernon, la misión había sido un éxito.

### Destrucción de la fortaleza de San Lorenzo el Real del Chagres (22-24 de marzo de 1740)
Tras la destrucción de Portobelo en noviembre del año anterior, Vernon se dispuso a eliminar el último bastión español en la zona, atacando la fortaleza de San Lorenzo el Real del Chagres, situada a orillas del río Chagres y en las proximidades de Portobelo. Esta fortaleza era la base de barcos guardacostas españoles y estaba defendida por tan solo once cañones y una treintena de soldados al mando del capitán de infantería Juan Carlos Gutiérrez Cevallos.
A las 3 de la tarde del 22 de marzo de 1740, una escuadra británica compuesta por los navíos por Strafford, Norwich, Falmouth y Princess Louisa, la fragata Diamond, las bombardas Alderney, Terrible y Cumberland, los brulotes Success y Eleanor, y los transportes Goodly y Pompey, bajo mando del propio Vernon, comenzaba a cañonear la fortaleza española. Ante la abrumadora superioridad de las fuerzas británicas, el capitán Cevallos rindió el castillo el 24 de marzo, tras resistir dos días.
Siguiendo la estrategia aplicada en Portobelo, los británicos destruyeron entonces el castillo y se apoderaron de su artillería y de dos balandras guardacostas españolas, para partir después hacia el punto de reunión de las fuerzas inglesas en el propio Portobelo.
Mientras los británicos mantenían sus fuerzas repartidas en el Caribe entre Portobelo y Cartagena, se producía en España un hecho que tendría un valor determinante con posterioridad: partían del puerto gallego de Ferrol los navíos Galicia y San Carlos transportando al teniente general de los Reales Ejércitos Sebastián de Eslava y Lazaga, que iba a sustituir a Pedro Hidalgo como gobernador de Cartagena de Indias. Tras tener Vernon noticia de esto, envió inmediatamente a cuatro navíos de su flota a interceptar los buques españoles, pero estos consiguieron finalmente burlar la vigilancia británica, entrar en el puerto de Cartagena el 21 de abril de 1740 y desembarcar allí al nuevo gobernador y a varias centenas de valiosísimos soldados veteranos.

### Segundo ataque a Cartagena de Indias (3 de mayo de 1740)
Tras el tanteo al que habían sido sometidas las defensas de Cartagena por parte de las fuerzas británicas en el mes de marzo, Vernon decidió regresar al mando de trece buques de guerra y una bombarda con intención de tomar la plaza. Para sorpresa del almirante inglés, esta vez Lezo desplegó los seis navíos de línea con los que contaba de modo tal que la flota británica quedó atrapada entre un campo de tiros cortos y tiros largos. Ante la posición enormemente desventajosa en la que se vieron los británicos, Vernon ordenó la retirada no sin antes haber arrojado unas trescientas bombas sobre la ciudad. Vernon, una vez más, sostuvo que el ataque británico no era más que una maniobra de tanteo, si bien la consecuencia principal de su acción fue poner sobre aviso a los españoles.

### Tercer ataque a Cartagena de Indias (13 de marzo-20 de mayo de 1741)
La extrema facilidad con que los británicos destruyeron Portobelo (que no recuperaría su importancia portuaria hasta la construcción del Canal de Panamá) condujo a un cambio en los planes británicos. En lugar de concentrar el siguiente ataque contra La Habana con la intención de conquistar Cuba, como se había previsto, Vernon partiría otra vez hacia Nueva Granada para atacar Cartagena de Indias, puerto principal del Virreinato y punto de partida principal de la Flota de Indias hacia la península ibérica. Los británicos reunieron entonces en Jamaica la mayor flota vista hasta entonces, compuesta por 186 naves (60 más que la famosa Gran Armada de Felipe II) a bordo de las cuales iban 2620 piezas de artillería y más de 27 000 hombres, entre los que se incluían 10 000 soldados británicos encargados de lanzar el asalto, 12 600 marineros, 1000 macheteros esclavos de Jamaica y 4000 reclutas de Virginia al mando de Lawrence Washington, hermanastro del que sería padre de la independencia de Estados Unidos.
La difícil tarea de defender la plaza corrió a cargo del veterano marino Blas de Lezo, curtido en numerosas batallas navales de la guerra de Sucesión Española en Europa y varios enfrentamientos con los piratas en el Mar Caribe y Argelia. Apenas contaba con la ayuda de Melchor de Navarrete y Carlos Desnaux, una flotilla de seis naves (la nao capitana Galicia más los buques San Felipe, San Carlos, África, Dragón y Conquistador) y una fuerza de tres mil hombres entre soldados y milicia urbana a la que se unieron seiscientos arqueros indios del interior.

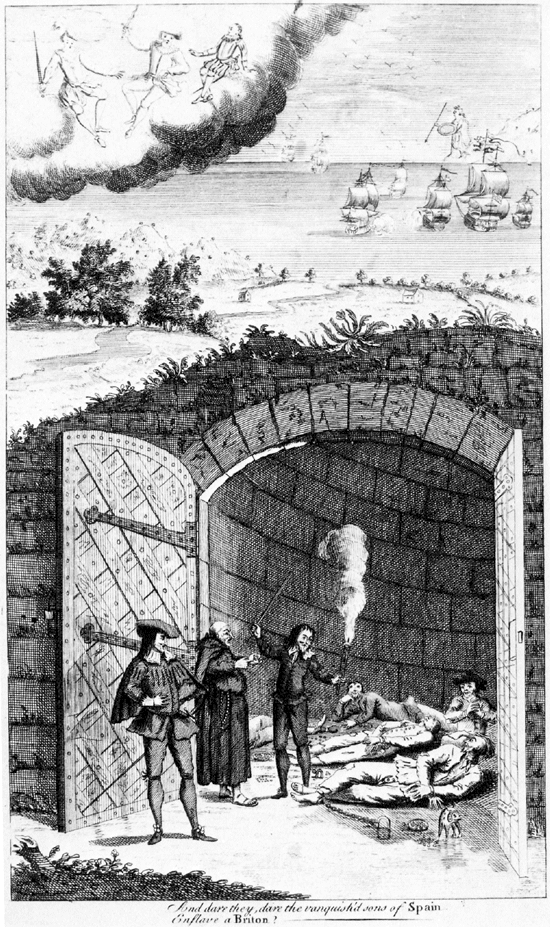
Grabado publicado en la prensa británica en 1738, en el que se llama a la guerra contra España. Los prisioneros representados son británicos y los carceleros españoles. Al fondo, la flota británica avanza siguiendo a los fantasmas de Thomas Cavendish, Walter Raleigh y Robert Blake con el fin de consumar la venganza.

Vernon ordenó bloquear el puerto el 13 de marzo de 1741, al tiempo que desembarcaba un contingente de tropas y artillería destinado a tomar el Fuerte de San Luis de Bocachica a pocos metros de donde hoy se encuentra el Fuerte de San Fernando de Bocachica, contra el que abrieron fuego de forma simultánea las naves británicas a razón de 62 cañonazos por hora. Lezo dirigió cuatro de las naves en ayuda de los 500 soldados que defendían la posición con Desnaux a la cabeza, pero los españoles hubieron de retirarse finalmente hacia la ciudad, que ya estaba comenzando a ser evacuada por la población civil. Tras abandonar también el castillo de Bocagrande, los españoles se reunieron en el castillo San Felipe de Barajas mientras los virginianos de Washington se desplegaban en la cercana colina de La Popa para tomar posiciones. Fue entonces cuando Edward Vernon cometió el error de dar la victoria por conseguida y mandó un correo a Jamaica comunicando que había conseguido tomar la ciudad. El informe se reenvió más tarde a Londres, donde las celebraciones alcanzaron cotas aún mayores que las realizadas por Portobelo, llegando a acuñarse medallas conmemorativas en las que aparecía Blas de Lezo arrodillándose ante Vernon (). Por aquel entonces Lezo era tuerto, cojo y tenía una mano impedida debido a diferentes heridas sufridas años atrás (era conocido como Mediohombre), pero ninguna de estas taras se reflejaba en las medallas con el fin de que no se tuviese la idea de haber derrotado a un enemigo débil.
Pero para desgracia de Vernon, lo que estaba por llegar no era la tan esperada victoria británica. La noche del 19 de abril se produjo un asalto a San Felipe que se juzgaba definitivo, llevado a cargo por tres columnas de granaderos apoyados por los jamaicanos y varias compañías británicas, convenientemente ayudados por la oscuridad y el constante bombardeo procedente de los buques. Al llegar se encontraron con que Blas de Lezo había hecho excavar fosos al pie de las murallas, por lo que las escalas eran demasiado cortas, de tal manera que no podían atacar ni huir debido al peso del equipo. Aprovechando esto, los españoles abrieron fuego contra los británicos, produciéndose una carnicería sin precedentes. Al amanecer, los defensores abandonaron sus posiciones y cargaron contra los asaltantes a la bayoneta, masacrando a la mayoría y haciendo huir a los que quedaban hacia los barcos. A pesar de los constantes bombardeos y el hundimiento de la pequeña flota española (la mayoría por el propio Lezo para bloquear la bocana del puerto), los defensores se las ingeniaron para impedir que desembarcara el resto de las tropas británicas, que se vieron obligadas a permanecer en los barcos durante un mes más sin provisiones suficientes. El 9 de mayo, con la infantería prácticamente aniquilada por el hambre, las enfermedades y los combates, Vernon se vio obligado a levantar el asedio y volver a Jamaica. Seis mil británicos murieron frente a menos de mil muertos españoles, dejando algunos barcos ingleses tan vacíos que fue preciso hundirlos por falta de marinería.

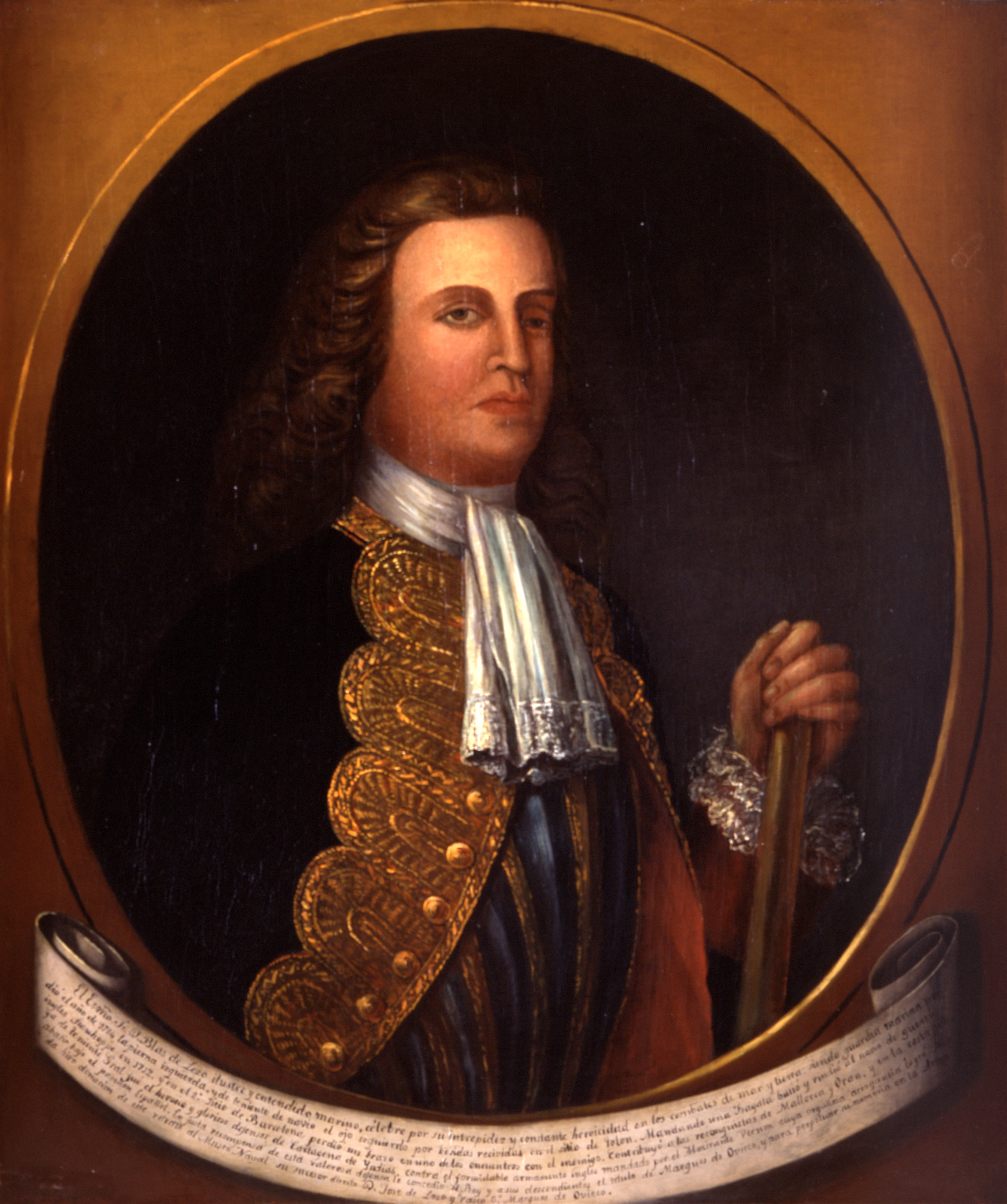
El almirante Blas de Lezo.

Vernon trató de paliar este gran fracaso atacando a los españoles en la bahía de Guantánamo en Cuba y luego, el 5 de marzo de 1742 y con la ayuda de refuerzos llegados desde Europa, en Panamá. Allí esperaba repetir el éxito de Portobelo y fue precisamente a este lugar adonde se dirigió. Sin embargo, los españoles abandonaron la plaza (que seguía destruida) y se replegaron hacia la ciudad de Panamá, desbaratando el posterior intento británico de desembarcar y plantar batalla en tierra. Vernon fue sustituido en el mando de la flota por Chaloner Ogle y se vio obligado a volver a Inglaterra en 1742, donde comunicó que el triunfo del que había informado previamente no existía. Esto causó tal vergüenza a Jorge II que el propio rey prohibió escribir sobre el asunto a sus historiadores.

### Cuba
Como ya se dijo anteriormente, los británicos habían elegido Cuba (la mayor y más importante de las Antillas con diferencia) como una de sus metas iniciales, pero el plan de conquistarla se dejó de lado tras el éxito de Portobelo. Cuando la flota de Vernon fracasó al intentar tomar Cartagena de Indias y los británicos se dieron cuenta de que Nueva Granada no estaba tan mal defendida como inicialmente creían, decidieron retomar la empresa de Cuba. El plan inicial incluía la toma de Santiago, donde se establecería una base desde la que poder bloquear el Paso de los Vientos situado entre Cuba y La Española. El 1 de julio de 1741 la flota de Vernon dejó Jamaica y se dirigió contra Santiago de Cuba, si bien el plan de defensa de campaña ideado solo meses antes impidió que Vernon la tomara, ya fuera por ataque directo forzando la entrada de la bahía o mediante desembarco previo en algunas de las playas cercanas. En su lugar, las naves se dirigieron hacia el este y el día 18 desembarcaron en la Bahía de Guantánamo 3400 soldados dirigidos por el general Thomas Wentworth. Entre ellos se encontraban los supervivientes del regimiento virginiano de Lawrence Washington.
El nuevo plan establecía esta vez la construcción de una base al norte de la bahía, desde la que invadir Guantánamo y atacar más tarde Santiago. Si bien Wentworth llegó hasta las proximidades de Guantánamo con escasa resistencia, la empresa fracasó debido a que su ejército resultó gravemente afectado por las enfermedades tropicales. El 23 de julio Wentworth ya daba por fracasada la iniciativa, hecho que le valió una reprimenda por parte de Vernon. Las tropas se retiraron de la isla en noviembre, aunque la flota británica continuó bloqueando el puerto de Santiago hasta el mes siguiente. Posteriormente, el grueso de las naves regresó a la base jamaicana de Port Royal, mientras que unos pocos barcos se dirigieron al Paso de los Vientos para realizar actividades de corso, y otros fueron enviados a vigilar a la flota española de La Habana.
Cuba no volvería a tener un papel relevante en la guerra hasta 1748, año en que el contralmirante británico Charles Knowles dejó Jamaica con la intención de interceptar la Flota de Indias en su viaje desde Veracruz a La Habana. Tras rondar durante varios meses las costas de la isla, la escuadra de Knowles se enfrentó finalmente con la flota de La Habana mandada por el general Andrés Reggio el 1 de octubre en el canal de las Bahamas. Este enfrentamiento terminó sin un claro vencedor. Posteriormente, Knowles puso rumbo a La Habana, donde el 12 de octubre se topó casi por casualidad con una pequeña escuadra española de 6 barcos dirigida por Reggio y el también general Benito Spínola. A pesar de su superioridad, la flota británica solo pudo hundir un barco y dañar lo suficiente otro como para obligar a su propia tripulación a incendiarlo. Las otras cuatro naves españolas regresaron a La Habana. Knowles, no obstante, consideró que no lo había hecho mal y mandó un informe a Londres diciendo que se disponía a capturar la Flota de Indias. Para su sorpresa, lo que recibió fue una reprimenda, ya que los gobiernos británico y español habían firmado la paz pocos días antes.

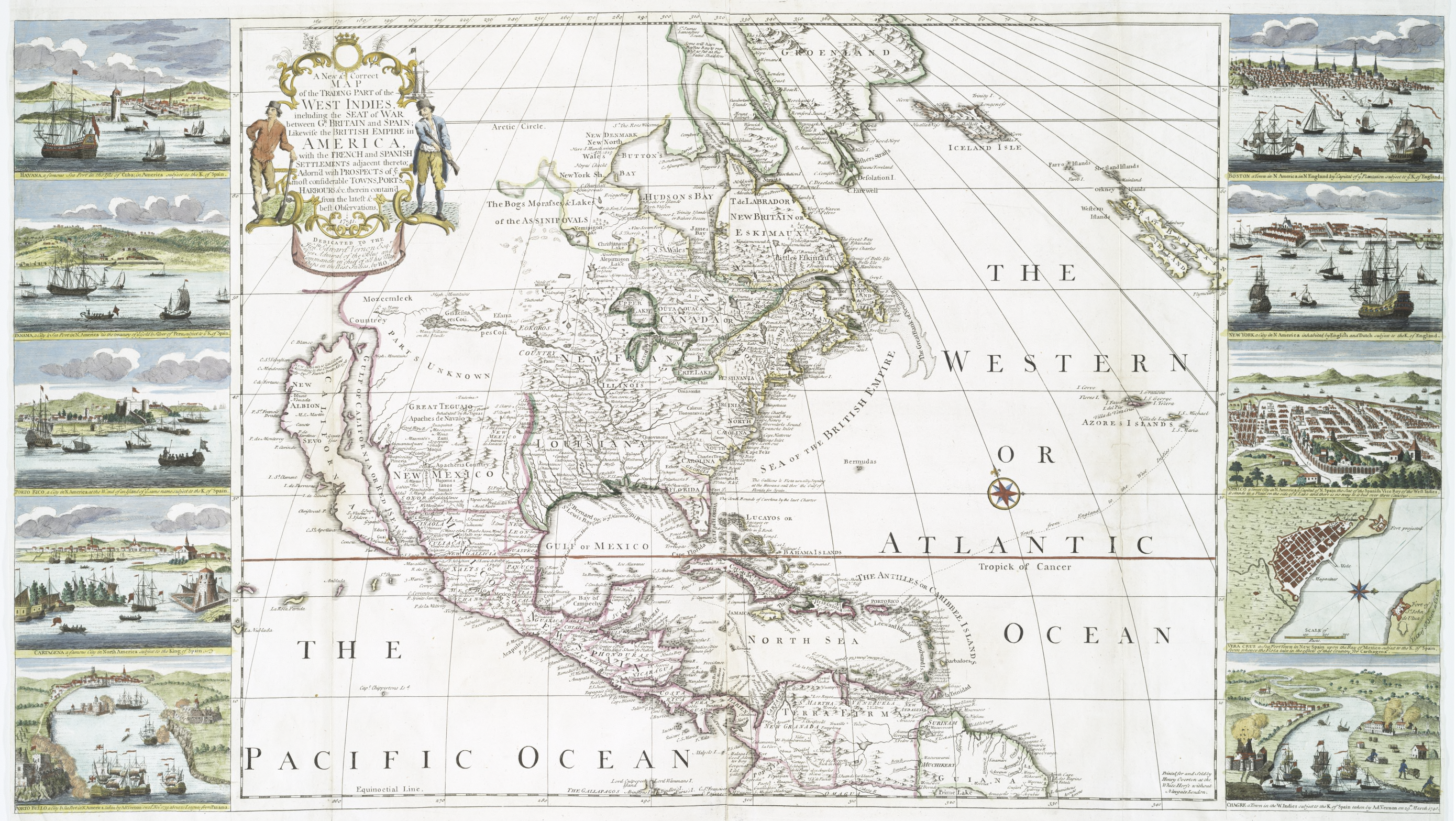
Mapa británico de 1741 en el que se representan América del Norte y las islas del Caribe, además de reflejarse el estado de guerra entre España y Gran Bretaña.

### Norteamérica
Los combates en el frente estadounidense tuvieron como centro Georgia, una joven colonia fundada por expresidiarios en 1733 que ya había conocido la guerra contra los españoles en 1735, y que se veía en el ojo del huracán por su proximidad a las posesiones españolas en Florida y las francesas en Luisiana. Con la idea de que un ataque preventivo sería la mejor defensa frente a una previsible invasión española, el gobernador James Edward Oglethorpe acordó la paz con los indios seminola con el fin de mantenerlos neutrales en el conflicto y ordenó la invasión de Florida en enero de 1740. El 31 de mayo los británicos asediaron la fortaleza de San Agustín, pero esta resistió bien y los asaltantes se vieron obligados a levantar el sitio en julio debido a la llegada de refuerzos españoles procedentes de La Habana y retroceder hasta el otro lado de la frontera. Otros intentos británicos de penetrar en Florida fueron igualmente infructuosos.
El contraataque español, de escasa entidad debido a que la mayoría de las tropas estaban ocupadas en otros frentes, se produjo finalmente en julio de 1742. Con el fin de bloquear el paso entre la base británica de Savannah y Florida, el gobernador Manuel de Montiano dirigió una pequeña operación en la isla de Saint Simons, defendida por los fuertes Saint Simons y Frederica. Las tropas atacantes estaban formadas por soldados de San Agustín, granaderos de La Habana y milicianos negros del Fuerte Mosé, antiguos esclavos fugitivos de los británicos que habían sido acogidos y armados por los españoles para formar una peculiar fuerza fronteriza. En primer lugar, los españoles ocuparon el fuerte St. Simons con el fin de convertirlo en su base de operaciones, y luego avanzaron hacia el Frederica. Sin embargo, fueron sorprendidos en una emboscada por un conjunto de soldados ingleses, colonos escoceses de las Tierras Altas e indios yamacraw y debieron retroceder tras sufrir una docena de bajas. Durante el viaje de vuelta Montiano se dio cuenta de que algunos soldados habían quedado separados tras las líneas inglesas y planeó una expedición de rescate a través de un pantano. En medio de este fueron emboscados de nuevo por una patrulla inglesa, pero tras unos pocos combates la pusieron en fuga hacia Frederica. Esto encolerizó a Oglethorpe, quien ordenó a los huidos que regresaran junto con parte de la guarnición del fuerte para atacar a los españoles. Sin embargo, cuando llegaron a la marisma se encontraron con que los escoceses habían mantenido una nueva batalla contra los españoles, matando a siete de ellos y obligándoles a retirarse al acabárseles la munición. No obstante, la presencia española en Saint Simons representaba un peligro constante, así que Oglethorpe decidió eliminarlo por medio del engaño: comunicó a un prisionero español que estaban a punto de llegar grandes refuerzos desde Charlestown (lo cual era falso, pues solo se habían podido enviar algunas naves menores) y acto seguido lo liberó. Este regresó a Saint Simons y comunicó la falsa noticia a Montiano, quien optó por destruir el fuerte y volver a Florida.

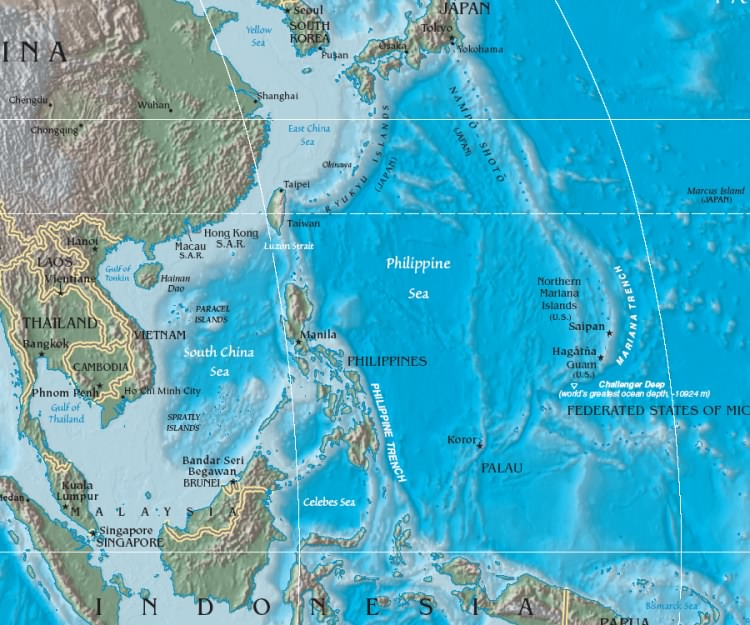
Mar de Filipinas y zonas circundantes.

### Océano Atlántico
Si bien la inmensa mayoría de las acciones de la guerra del Asiento tuvieron lugar en América y el mar Caribe, también en el océano Atlántico se dieron enfrentamientos entre buques ingleses y españoles que se cruzaban en sus respectivas travesías entre el Viejo Continente y América. El caso más conocido fue la llamada carrera del Glorioso, una sucesión de cuatro batallas navales en las que un único navío de línea de la Armada Española, el Glorioso, de setenta cañones, y que transportaba cuatro millones de pesos de plata, hizo frente sucesivamente a cuatro escuadras inglesas consiguiendo desembarcar su cargamento en España antes de ser finalmente capturado, tras haber agotado su munición.

### La expedición de Anson al Pacífico

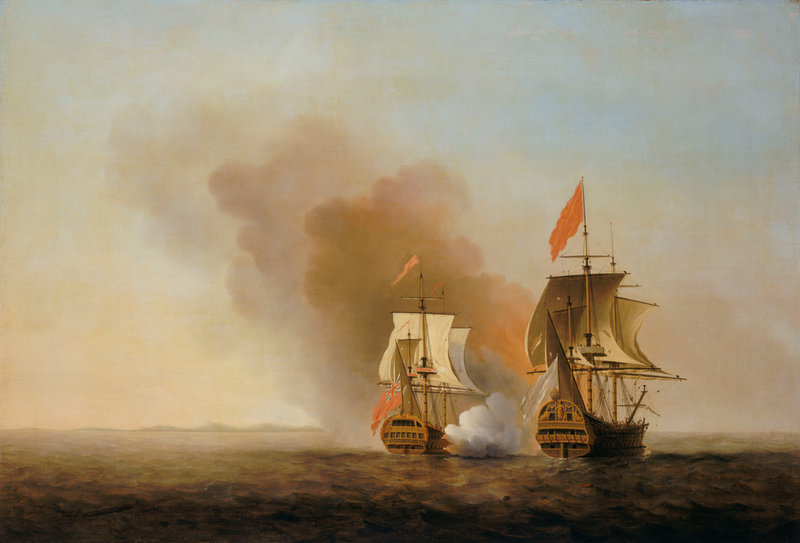
El HMS Centurion de George Anson capturando el galeón de Manila Nuestra Señora de Covadonga en 1743.

El 16 de septiembre de 1740, otra escuadra británica formada por siete buques y dirigida por el comodoro George Anson, se dirigió hacia Sudamérica con la intención de bordear el cono sur y llegar al istmo de Panamá, donde atacarían por sorpresa las posiciones españolas partiendo en dos el territorio controlado por España y enlazando con las fuerzas de Vernon tras tomar estas Cartagena.
España había conseguido infiltrar agentes de inteligencia en la Corte londinense, por lo que conocidas las intenciones de Anson, inmediatamente se envió una flota de cinco buques a las órdenes de José Alfonso Pizarro con la misión de ganarles la latitud a los ingleses, impedirles cruzar el estrecho de Magallanes y combatirlos en el Pacífico en caso de no conseguir cortarles el paso. Finalmente, Pizarro logró adelantarse a Anson, forzándolo en el cabo de Hornos a enfrentarse a las feroces borrascas australes pegado a la costa, circunstancia que acarreó la pérdida o inutilidad de 4 de los 7 barcos de la flota inglesa, quedando esta totalmente incapacitada para la misión asignada.
En junio de 1741 las tres naves restantes alcanzaron el archipiélago Juan Fernández; para entonces la tripulación se había visto reducida a un tercio de la original, debido principalmente a la acción de las enfermedades. Entre el 13 y el 14 de noviembre los británicos saquearon el pequeño puerto de Paita, en la costa de Perú.
Finalmente, consiguieron llegar a Panamá pero Vernon ya había sido derrotado en Cartagena. Tras abandonar dos de sus buques e introducir a todos los marinos supervivientes en la nave insignia, el HMS Centurion, Anson puso rumbo a la isla de Tinian y luego a Macao con la intención de interceptar el galeón de Manila, encargado de llevar los ingresos procedentes del comercio con China a México. Sin embargo, al llegar al mar de China Meridional Anson se encontró con ataques inesperados por parte de los chinos. Para estos, todo aquel barco que no llegase a la zona con intereses comerciales era considerado pirata y como tal debía ser apresado y hundido.
Anson no se dio por vencido y tras sortear las naves chinas durante un año logró apresar el galeón Nuestra Señora de Covadonga el 20 de junio de 1743, mientras navegaba en las cercanías de Filipinas. Las mercancías capturadas fueron revendidas a los chinos en Macao y Anson retornó entonces a Gran Bretaña tras bordear el cabo de Buena Esperanza en 1744. Después de tantas calamidades sufridas, el comodoro se convirtió en un hombre rico gracias a las ganancias obtenidas por la captura del Covadonga.

### Participación francesa
Debido a lo acordado en el Primer Pacto de Familia (1733), Francia se vio inmersa en la guerra en apoyo de España, por lo que el propio cardenal Fleury, valido de Luis XV, envió al Caribe una flota compuesta por veintidós navíos de guerra bajo el mando del almirante Antoine-François d'Antin.
Sin embargo, la participación francesa no fue destacable debido a que se desató una epidemia sobre la flota mientras permanecía anclada en la colonia de Saint Domingue (Haití), a la espera de unirse a las naves españolas. A esto se unieron dificultades para abastecer a las tropas francesas desde la metrópoli, ya que al contrario que los virreinatos españoles, las posesiones francesas en América no podían garantizar un buen suministro de alimentos. Tras unas pocas acciones menores, Francia y Gran Bretaña acordaron una tregua entre 1741 y 1744, manteniendo así a Francia fuera de la guerra del Asiento.
Al reanudarse las hostilidades, los franceses lucharon contra los británicos en la India y Canadá como parte de la guerra de Sucesión Austriaca, pero no hubo operaciones conjuntas con los españoles fuera de Europa. En general, la campaña americana fue mala para los franceses, que perdieron la fortaleza de Louisbourg, situada en la isla de Cape Breton (actual Nueva Escocia).

### Negociaciones de Lisboa
A partir de agosto de 1746, comenzaron las negociaciones en la ciudad de Lisboa, en el neutral país de Portugal, para tratar de organizar un acuerdo de paz. La muerte de Felipe V de España había llevado a su hijo Fernando VI al trono, y él estaba más dispuesto a ser conciliador sobre los asuntos de comercio. Sin embargo, debido a sus compromisos con sus aliados austriacos, los británicos no pudieron aceptar las demandas españolas de territorio en Italia y las conversaciones se rompieron.

## Consecuencias
La guerra entró en punto muerto a partir de 1742 (si se exceptúan las acciones menores de Anson y Knowles) pero el estallido de la guerra de Sucesión Austriaca en Europa, en la que España y Gran Bretaña tenían intereses enfrentados, provocó que no se firmara paz alguna hasta el Tratado de Aquisgrán de 1748. Este puso fin a todas las hostilidades, retornando prácticamente todas las tierras conquistadas a quienes las gobernaban antes de la guerra con el fin de garantizar el retorno al statu quo anterior.
En el caso de la América española, la acción del tratado fue prácticamente inexistente, ya que al final de la contienda ningún territorio (con la excepción de la fortaleza de Luisburgo, que retornó a manos francesas) permanecía bajo otra ocupación que no fuera la original. España renovó tanto el derecho de asiento como el navío de permiso con los británicos, cuyo servicio se había interrumpido durante la guerra. Sin embargo, esta restitución duraría apenas dos años, ya que por el Tratado de Madrid, Gran Bretaña renunció a ambos a cambio de una indemnización de cien mil libras. Estas concesiones, que en 1713 parecían tan ventajosas (y constituyeron unas de las cláusulas del Tratado de Utrecht), se habían tornado prescindibles en 1748. Además, entonces ya parecía claro que la paz con España no duraría demasiado (se rompió de nuevo en 1761, al sumarse los españoles a la guerra de los Siete Años en apoyo de los franceses), así que su pérdida no resultaba para nada catastrófica.

## Percepción en Gran Bretaña
Hasta bien entrado el siglo XIX, la valoración de la guerra del Asiento en Gran Bretaña estuvo basada en el estudio de panfletos, correspondencia, debates parlamentarios y artículos periodísticos realizados en la misma época de los combates o poco después, por lo que lógicamente no eran imparciales.[cita requerida] Vernon, por ejemplo, ya comienza a defender sus acciones en su correspondencia mucho antes de regresar del Caribe. En esta empresa le apoyó fuertemente Charles Knowles, quien en su libro Account of the Expedition to Carthagena (publicado en 1743 tras dos años circulando como panfleto) no dudaba en atribuir toda la culpa del fracaso al general Wentworth.

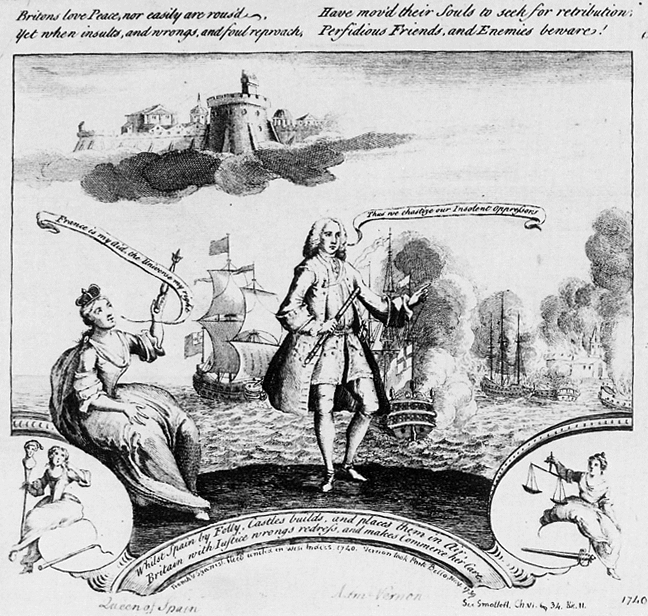
Sátira británica de 1740, en la que se puede leer la leyenda «Los españoles construyen castillos en el aire, los británicos le otorgan su importancia al comercio».

En diciembre de 1743 se publicó una réplica a estas acusaciones bajo el título A Journal of the Expedition to Carthagena, actualmente atribuida al propio Wentworth en colaboración con un oficial bajo su mando, William Blakeney. Vernon respondió a su vez publicando parte de su correspondencia oficial, aunque solo aquella que más le convenía. Para su fortuna, la opinión pública perdió el interés por la fracasada campaña de Nueva Granada bastante pronto, al centrarse sobre la nueva guerra desatada en Europa a causa de la sucesión austríaca. La caída en 1742 del gobierno del primer ministro, Robert Walpole, que había sido enormemente crítico con la guerra y había tratado de abortarla sin éxito, se acabó interpretando como una prueba de que la vía militarista seguida por Vernon había sido la acertada. Gracias a esto, Edward Vernon pudo recuperar su deteriorada imagen pública hacia el final de sus días, siendo más recordado como el héroe de Portobelo que como el fracasado de Cartagena. Tras su fallecimiento en 1757 fue enterrado en la Abadía de Westminster junto a otros británicos ilustres.
Un británico, sir Herbert Richmond, basándose exclusivamente en las pruebas y fuentes disponibles, publicó The Navy in the War of 1739–1748 entre 1907 y 1914, como parte de una colección de estudios sobre la Historia de la Marina. Aunque es cierto que Richmond dejó que su obra se viese influida por sus propios prejuicios acerca de la influencia civil sobre la Marina (el autor culpa sin reparos del fracaso al gabinete de Walpole, juzgándolo incompetente e indeciso),[cita requerida] el texto se sigue considerando en la actualidad como una de las grandes obras de investigación de la bibliografía inglesa sobre la Royal Navy.
Nuevos trabajos, entre los que destaca el libro Amphibious warfare in the eighteenth century. The British Expedition to the West Indies, 1740-1742 de Richard Harding, suelen minusvalorar el texto de Richmond, en especial en lo que concierne a la figura de Edward Vernon. En una detallada reconstrucción de la expedición británica a las Indias Occidentales, Harding consigue reconstruir tanto un relato sin fisuras en los aspectos militares e históricos de la guerra, como demostrar la parte de culpa que tuvo Vernon en el fracaso británico.